# Kaj Franck
Kaj Gabriel Franck (Vyborg, 9 november 1911 - Santorini, 26 september 1989) was een Fins ontwerper en een invloedrijk persoon in de Finse industriële vormgeving tussen 1940 en 1980.  

## Leven en werk
Franck was de kleinzoon van Johan Jacob Ahrenberg (1847-1914), architect en schrijver, die de eerste ontwerpen maakte voor producten van de Arabia porseleinfabrieken. Hij trad in de voetsporen van zijn grootvader door vanaf 1946 bij Arabia (nu onderdeel van Fiskars) te werken, en werd er in 1948 artistiek directeur, als opvolger van Kurt Ekholm. Van 1951 tot 1976 had hij die functie bij de glasfabriek van Nuutajärvi, maar hij bleef ook ontwerpen maken voor Arabia (onder meer het klassiek geworden servies Kilta), Iittala en andere bedrijven. Door zijn invloed gingen deze fabrieken in de jaren zestig over op de simpele en strakke vormen die sindsdien worden gezien als kenmerkend voor het Finse design. Hij was eveneens artistiek directeur van de Academie voor Toegepaste Kunst (de huidige Aalto University School of Arts, Design and Architecture) sinds 1945. In 1964 werd hem de Prins Eugenius Medaille toegekend.
Het Design Forum Finland kent jaarlijks een Kaj Franck Design Prize toe aan een ontwerper, of een team van ontwerpers, die werken in de geest van Kaj Franck. Tot de ontvangers behoren onder anderen Oiva Toikka (1992), Yrjö Kukkapuro (1995), Heikki Orvola (1998), Eero Aarnio (2008), Simo Heikkilä (2011) en Harri Koskinen (2014).
Franck ligt begraven op de Hietaniemibegraafplaats in Helsinki.
In de wijk Arabianranta in Helsinki, waar zich vroeger de fabriek van Arabia bevond, zijn een straat en een plein naar Kaj Franck genoemd.

## Galerij

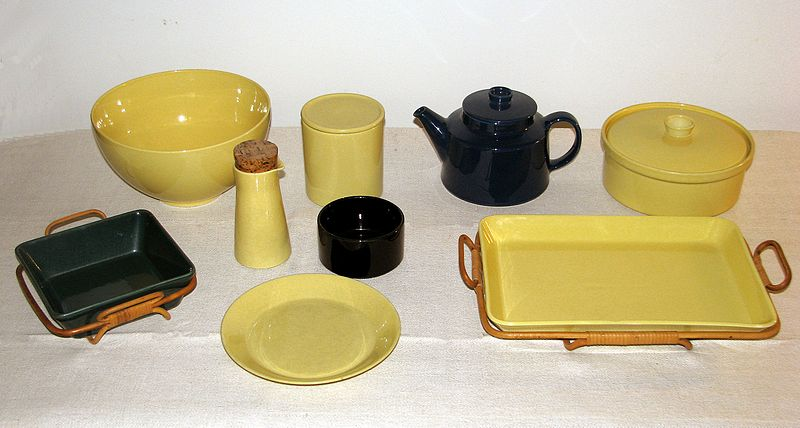
Kilta-servies
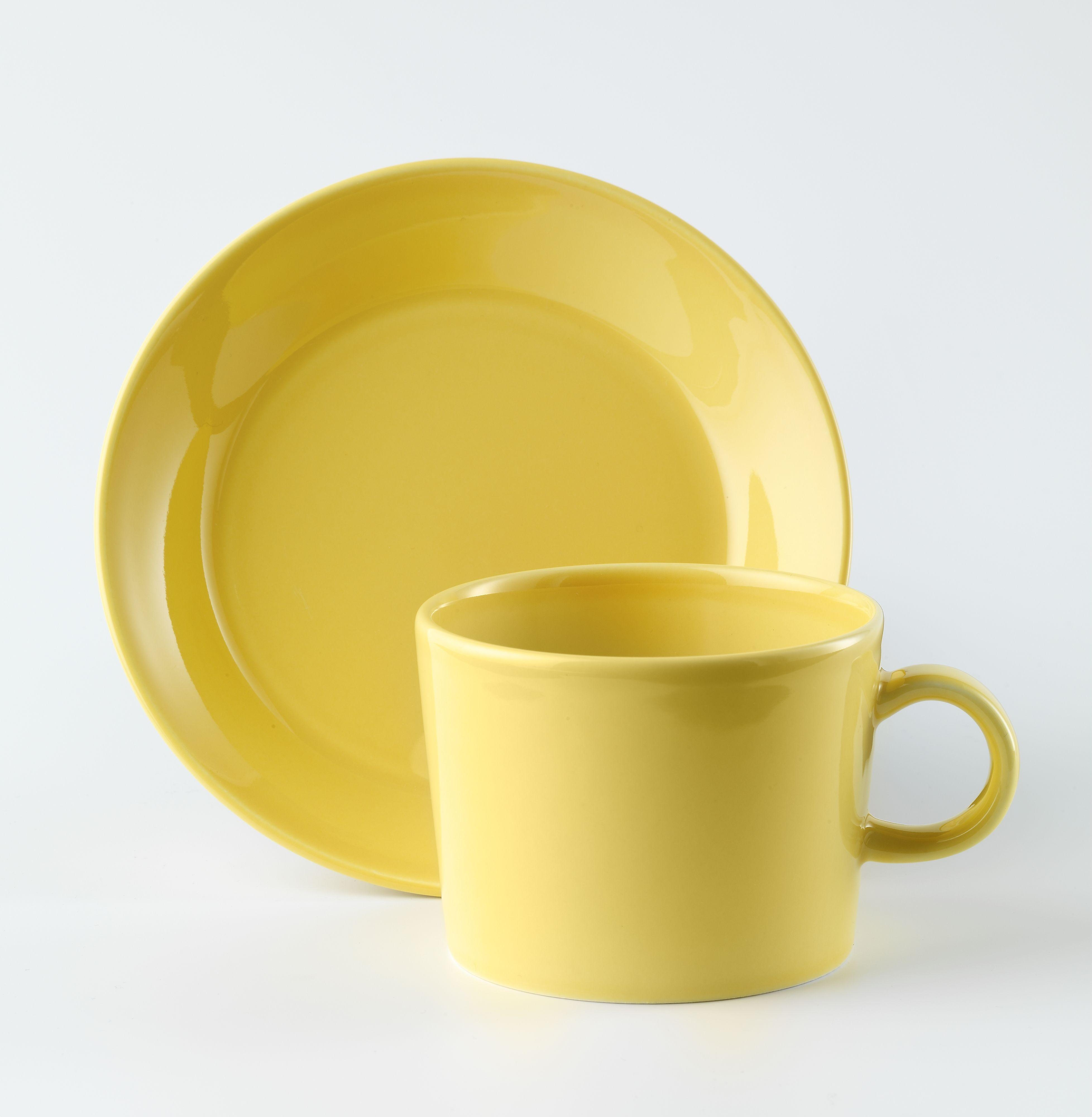
Teema-servies voor Iittala
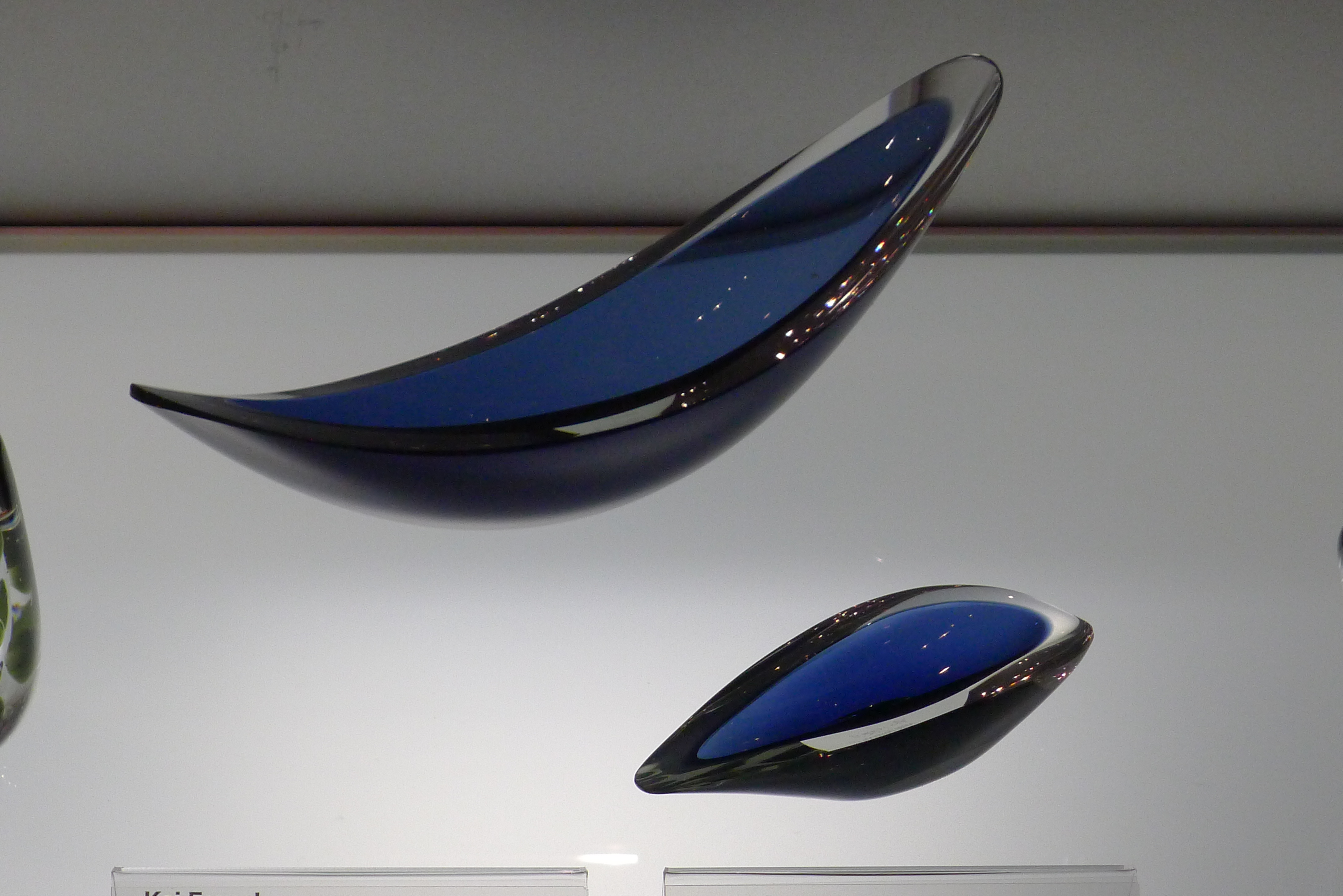
Glasobject
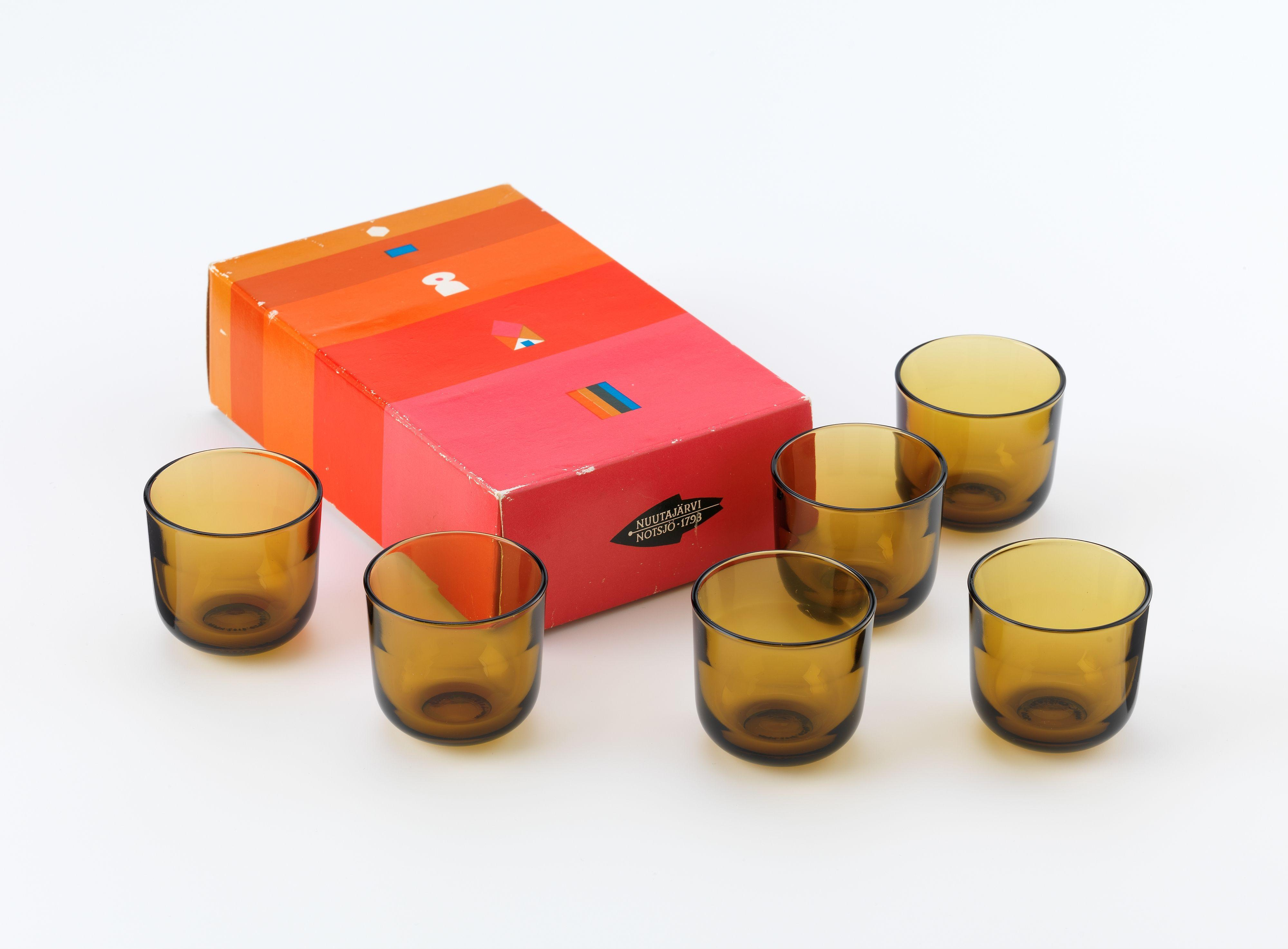
Schnappsglazenset voor glasproducent Nuutajärvi (1953)
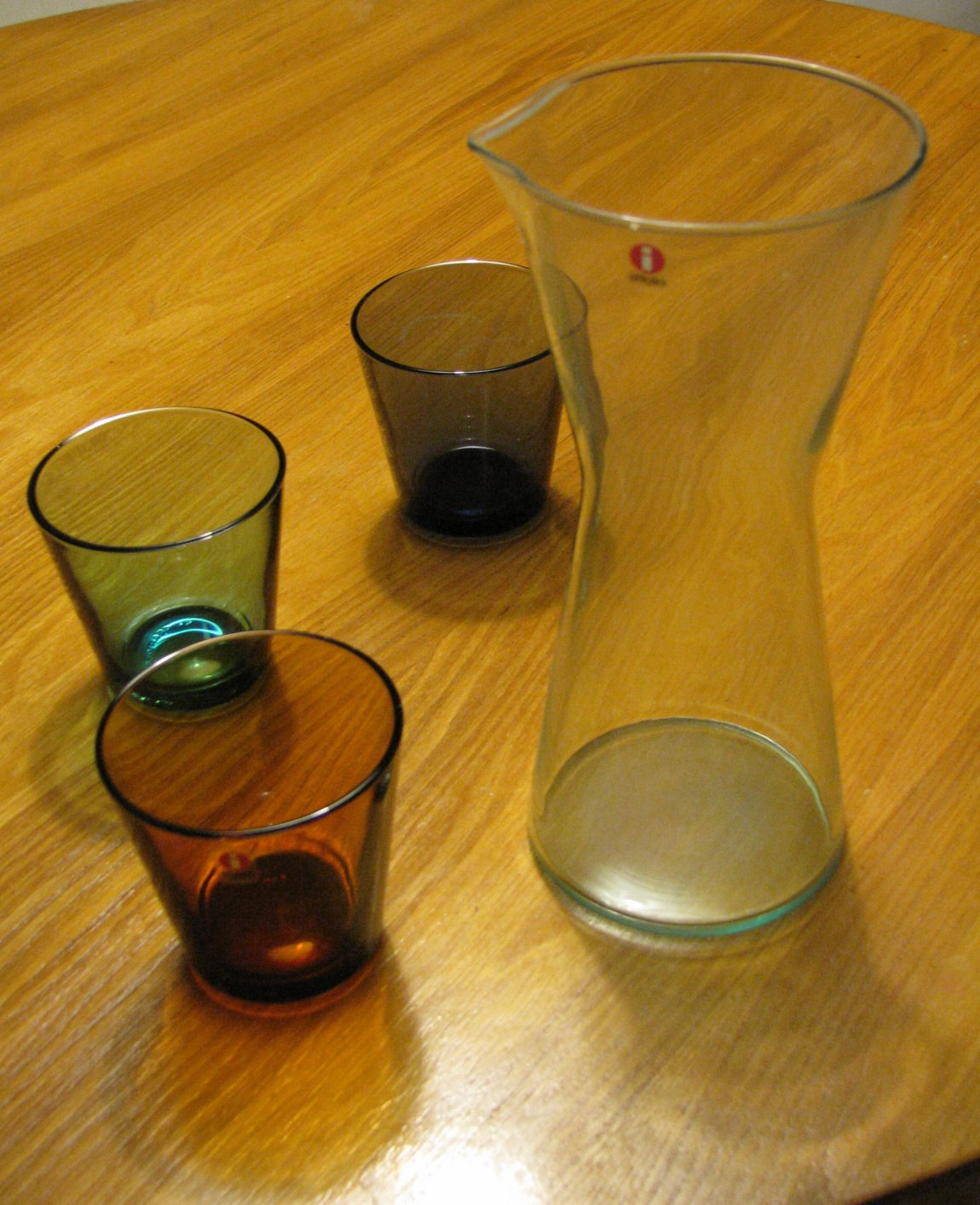
Kartio-serie